# Giải Grammy lần thứ 60
Giải Grammy lần thứ 60 diễn ra vào ngày 28 tháng 1 năm 2018. Đài CBS tường thuật trực tiếp buổi lễ này từ trung tâm Madison Square Garden ở thành phố New York. Đây là lần đầu tiên lễ Grammy không diễn ra tại Los Angeles kể từ buổi lễ năm 2003 (nơi có Trung tâm Staples, ngôi nhà quen thuộc của Grammy từ năm 2004). James Corden là người dẫn chương trình của lễ Grammy này.
Lễ trao giải vinh danh những bản thu âm ca nhạc phát hành và các nghệ sĩ, ban nhạc hoạt động trong khoảng thời gian từ ngày 1 tháng 10 năm 2016 đến ngày 30 tháng 9 năm 2017. Buổi lễ trao giải trước (The Premiere Ceremony, dành cho các giải phụ và ít được quan tâm hơn) cũng được tổ chức cùng ngày ngay trước buổi lễ trao giải chính.

## Người trao giải/giới thiệu
- John Legend và Tony Bennett – trao giải Trình diễn rap/hát xuất sắc nhất
- Kelly Clarkson và Nick Jonas – trao giải Nghệ sĩ mới xuất sắc nhất
- Jim Gaffigan – giới thiệu Little Big Town
- Jon Batiste, Gary Clark Jr., và Joe Saylor – trao giải Trình diễn đơn ca pop xuất sắc nhất
- Sarah Silverman và Victor Cruz – giới thiệu Luis Fonsi, Daddy Yankee và Zuleyka Rivera
- Dave Chappelle – trao giải Album rap hay nhất
- Katie Holmes – giới thiệu Bruno Mars và Cardi B
- Trevor Noah – trao giải Album hài hay nhất
- Donnie Wahlberg và Hailee Steinfeld – trao giải Album đồng quê hay nhất
- Janelle Monáe – giới thiệu Kesha, Camila Cabello, Cyndi Lauper, Julia Michaels, Andra Day và Bebe Rexha
- Camila Cabello – giới thiệu U2
- Sting – trao giải Bài hát của năm
- Anna Kendrick – giới thiệu Elton John và Miley Cyrus
- Shemar Moore và Eve – giới thiệu SZA
- Alicia Keys – trao giải Thu âm của năm
- U2 – trao giải Album của năm[3]

## Giải thưởng và đề cử
Người chiến thắng sẽ xuất hiện đầu tiên và được đánh dấu bằng chữ In đậm.

### Hạng mục chung
Thu âm của năm
- "24K Magic" – Bruno Mars
  - Shampoo Press & Curl, nhà sản xuất; Serban Ghenea, John Hanes & Charles Moniz, xây dựng/hòa âm; Tom Coyne, trưởng nhóm kỹ thuật
- "Redbone" – Childish Gambino
  - Ludwig Goransson, nhà sản xuất; Donald Glover, Ludwig Goransson, Riley Mackin & Ruben Rivera, xây dựng/hòa âm; Bernie Grundman, trưởng nhóm kỹ thuật
- "Despacito" – Luis Fonsi và Daddy Yankee hợp tác với Justin Bieber
  - Josh Gudwin, Mauricio Rengifo & Andrés Torres, nhà sản xuất; Josh Gudwin & Jaycen Joshua, xây dựng/hòa âm; Dave Kutch, trưởng nhóm kỹ thuật
- "The Story of O.J." – Jay-Z
  - Jay-Z & No I.D., nhà sản xuất; Jimmy Douglass & Gimel "Young Guru" Keaton, xây dựng/hòa âm; Dave Kutch, trưởng nhóm kỹ thuật
- "Humble" – Kendrick Lamar
  - Mike Will Made It, nhà sản xuất; Derek "MixedByAli" Ali, James Hunt & Matt Schaeffer, xây dựng/hòa âm; Mike Bozzi, trưởng nhóm kỹ thuật

Album của năm
- 24K Magic – Bruno Mars
  - Shampoo Press & Curl, nhà sản xuất; Serban Ghenea, John Hanes & Charles Moniz, xây dựng/hòa âm; Christopher Brody Brown, James Fauntleroy, Philip Lawrence & Bruno Mars, nhạc sĩ; Tom Coyne, trưởng nhóm kỹ thuật
- "Awaken, My Love!" – Childish Gambino
  - Ludwig Goransson, nhà sản xuất; Bryan Carrigan, Donald Glover, Ludwig Goransson, Riley Mackin & Ruben Rivera, xây dựng/hòa âm; Donald Glover & Ludwig Goransson, nhạc sĩ; Bernie Grundman, trưởng nhóm kỹ thuật
- 4:44 – Jay-Z
  - Jay-Z & No I.D., nhà sản xuất; Jimmy Douglas & Gimel "Young Guru" Keaton, xây dựng/hòa âm; Shawn Carter & Dion Wilson, người viết nhạc; Dave Kutch, trưởng nhóm kỹ thuật
- Damn – Kendrick Lamar
  - DJ Dahi, Sounwave & Anthony Tiffith, nhà sản xuất; Derek "MixedByAli" Ali, James Hunt & Matt Schaeffer, xây dựng/hòa âm; K. Duckworth, D. Natche, M. Spears & A. Tiffith, nhạc sĩ; Mike Bozzi, trưởng nhóm kỹ thuật
- Melodrama – Lorde
  - Jack Antonoff & Lorde, nhà sản xuất; Serban Ghenea, John Hanes & Laura Sisk, xây dựng/hòa âm; Jack Antonoff & Ella Yelich-O'Connor, người viết nhạc; Randy Merrill, trưởng nhóm kỹ thuật

Bài hát của năm
- "That's What I Like"
  - Christopher Brody Brown, James Fauntleroy, Philip Lawrence, Bruno Mars, Ray Charles McCullough II, Jeremy Reeves, Ray Romulus & Jonathan Yip, nhạc sĩ (Bruno Mars)

- "Despacito"
  - Ramón Ayala, Justin Bieber, Jason "Poo Bear" Boyd, Erika Ender, Luis Fonsi & Marty James Garton, nhạc sĩ (Luis Fonsi & Daddy Yankee hợp tác với Justin Bieber)
- "4:44"
  - Shawn Carter & Dion Wilson, nhạc sĩ (Jay-Z)
- "Issues"
  - Benjamin Levin, Mikkel Storleer Eriksen, Tor Erik Hermansen, Julia Michaels & Justin Drew Tranter, nhạc sĩ (Julia Michaels)
- "1-800-273-8255"
  - Alessia Caracciolo, Sir Robert Bryson Hall II, Arjun Ivatury, Khalid Robinson & Andrew Taggart, nhạc sĩ (Logic hợp tác với Alessia Cara & Khalid)

Nghệ sĩ mới xuất sắc nhất
- Alessia Cara
- Khalid
- Lil Uzi Vert
- Julia Michaels
- SZA

### Pop
Trình diễn đơn ca pop xuất sắc nhất
- "Shape of You" – Ed Sheeran
- "Love So Soft" – Kelly Clarkson
- "Praying" – Kesha
- "Million Reasons" – Lady Gaga
- "What About Us" – Pink

Trình diễn Song ca/nhóm nhạc pop xuất sắc nhất
- "Feel It Still" – Portugal. The Man
- "Something Just like This" – The Chainsmokers và Coldplay
- "Despacito" – Luis Fonsi và Daddy Yankee hợp tác với Justin Bieber
- "Thunder" – Imagine Dragons
- "Stay" – Zedd và Alessia Cara

Album giọng pop truyền thống xuất sắc nhất
- Tony Bennett Celebrates 90 – Dae Bennett, nhà sản xuất (nhiều nghệ sĩ)
- Nobody but Me (deluxe version) – Michael Bublé
- Triplicate – Bob Dylan
- In Full Swing – Seth MacFarlane
- Wonderland – Sarah McLachlan

Album giọng pop xuất sắc nhất
- ÷ – Ed Sheeran
- Kaleidoscope EP – Coldplay
- Lust for Life – Lana Del Rey
- Evolve – Imagine Dragons
- Rainbow – Kesha
- Joanne – Lady Gaga

### Nhạc điện tử/dance
Thu âm nhạc dance xuất sắc nhất
- "Tonite" – LCD Soundsystem
  - James Murphy, nhà sản xuất; James Murphy, hòa âm
- "Bambro Koyo Ganda" – Bonobo hợp tác với Innov Gnawa
  - Bonobo, nhà sản xuất; Bonobo, hòa âm
- "Cola" – CamelPhat & Elderbrook
  - CamelPhat & Elderbrook, nhà sản xuất; CamelPhat, hòa âm
- "Andromeda" – Gorillaz hợp tác với DRAM
  - Damon Albarn, Jamie Hewlett, Remi Kabaka & Anthony Khan, nhà sản xuất; Stephen Sedgwick, hòa âm
- "Line of Sight" – Odesza hợp tác với WYNNE & Mansionair
  - Clayton Knight & Harrison Mills, nhà sản xuất; Eric J Dubowsky, hòa âm

Album nhạc điện tử/dance xuất sắc nhất
- 3-D The Catalogue – Kraftwerk
- Migration – Bonobo
- Mura Masa – Mura Masa
- A Moment Apart – Odesza
- What Now – Sylvan Esso

### Rock
Trình diễn rock xuất sắc nhất
- "You Want It Darker" – Leonard Cohen
- "The Promise" – Chris Cornell
- "Run" – Foo Fighters
- "No Good" – Kaleo
- "Go to War" – Nothing More

Trình diễn metal xuất sắc nhất
- "Sultan's Curse" – Mastodon
- "Invisible Enemy" – August Burns Red
- "Black Hoodie" – Body Count
- "Forever" – Code Orange
- "Clockworks" – Meshuggah

Bài hát rock hay nhất
- "Run"
  - Foo Fighters, người viết nhạc (Foo Fighters)
- "Atlas, Rise!"
  - James Hetfield và Lars Ulrich, người viết nhạc (Metallica)
- "Blood in the Cut"
  - JT Daly và Kristine Flaherty, người viết nhạc (K.Flay)
- "Go to War"
  - Ben Anderson, Jonny Hawkins, Will Hoffman, Daniel Oliver, David Pramik & Mark Vollelunga, người viết nhạc (Nothing More)
- "The Stage"
  - Zachary Baker, Brian Haner, Matthew Sanders, Jonathan Seward & Brooks Wackerman, người viết nhạc (Avenged Sevenfold)

Album rock xuất sắc nhất
- A Deeper Understanding – The War on Drugs
- Emperor of Sand – Mastodon
- Hardwired... to Self-Destruct – Metallica
- The Stories We Tell Ourselves – Nothing More
- Villains – Queens of the Stone Age

### Nhạc alternative
Album nhạc alternative xuất sắc nhất
- Sleep Well Beast – The National
- Everything Now – Arcade Fire
- Humanz – Gorillaz
- American Dream – LCD Soundsystem
- Pure Comedy – Father John Misty

### Video âm nhạc/Phim
Video âm nhạc xuất sắc nhất
- "Humble" – Kendrick Lamar
  - The Little Homies & Dave Meyers, đạo diễn video; Jason Baum, Dave Free, Jamie Rabineau, Nathan K. Scherrer & Anthony Tiffith, nhà sản xuất video
- "Up All Night" – Beck
  - Canada, đạo diễn video; Alba Barneda, Laura Serra Estorch & Oscar Romagosa, nhà sản xuất video
- "Makeba" – Jain
  - Lionel Hirle & Gregory Ohrel, đạo diễn video; Yodelice, nhà sản xuất video
- "The Story of O.J." – Jay-Z
  - Shawn Carter & Mark Romanek, đạo diễn video; Daniel Midgley, Elizabeth Newman & Chaka Pilgrim, nhà sản xuất video
- "1-800-273-8255" – Logic hợp tác với Alessia Cara & Khalid
  - Andy Hines, đạo diễn video; Brandon Bonfiglio, Mildred Delamota, Andrew Lerios, Luga Podesta & Alex Randal, nhà sản xuất video

Phim âm nhạc xuất sắc nhất
- The Defiant Ones – (nhiều nghệ sĩ)
  - Allen Hughes, đạo diễn video; Sarah Anthony, Fritzi Horstman, Broderick Johnson, Gene Kirkwood, Andrew Kosove, Laura Lancaster, Michael Lombardo, Jerry Longarzo, Doug Pray & Steven Williams, nhà sản xuất video
- One More Time With Feeling – Nick Cave & The Bad Seeds
  - Andrew Dominik, đạo diễn video; Dulcie Kellett & James Wilson, nhà sản xuất video
- Long Strange Trip – The Grateful Dead
  - Amir Bar-Lev, đạo diễn video; Alex Blavatnik, Ken Dornstein, Eric Eisner, Nick Koskoff, Justin Kreutzmann, nhà sản xuất video
- Soundbreaking – (nhiều nghệ sĩ)
  - Maro Chermayeff & Jeff Dupre, đạo diễn video; Joshua Bennett, Julia Marchesi, Sam Pollard, Sally Rosenthal, Amy Schewel & Warren Zanes, nhà sản xuất video
- Two Trains Runnin' – (nhiều nghệ sĩ)
  - Sam Pollard, đạo diễn video; Benjamin Hedin, nhà sản xuất video

## Tưởng nhớ
- Tom Petty
- Walter Becker
- J Geils
- Eddie Clarke
- Pat DiNizio
- Gord Downie
- Ray Thomas
- Johnny Hallyday
- Cuba Gooding Sr.
- Charles Bradley
- Denise LaSalle
- Dolores O'Riordan
- Chuck Berry
- David Cassidy
- Glen Campbell
- Troy Gentry
- Jo Walker-Meador
- Bill Hearn
- Fats Domino
- Keely Smith
- Sylvia Moy
- Bunny Sigler
- Wayne Cochran
- Leon Ware
- Gregg Allman
- Lonnie Brooks
- James Cotton
- Clyde Stubblefield
- Rick Hall
- Jimmy Beaumont
- Gary Arnold
- Jay Lowy
- Paul Buckmaster
- Joni Sledge
- Don Williams
- Mel Tillis
- Jon Hendricks
- Hugh Masekela
- Larry Coryell
- John Abercrombie
- Grady Tate
- Allan Holdsworth
- Ralph Carney
- George Avakian
- Tommy LiPuma
- Roberta Peters
- Robert Mann
- Jerry Lewis
- Jim Nabors
- Shelley Berman
- Prodigy
- Lil Peep
- Reggie Osse
- Chris Cornell
- Malcolm Young
- Bruce Hampton
- Bruce Langhorne
- Ed Greene
- Jordan Feldstein
- Sandy Gallin
- Carol Peters
- Joseph Rascoff
- Harry Sandler
- Edwin Hawkins
- Della Reese
- Thomas Meehan
- Dave Valentin
- Jerry Perenchio
- Jerry Ross
- Tom Coyne
- Nigel Grainge
- Chester Bennington

## Nhiều đề cử nhất
Những nghệ sĩ sau đây nhận được nhiều đề cử nhất:
| Tám: - Jay-Z Bảy: - Kendrick Lamar Sáu: - Bruno Mars | Năm: - Childish Gambino - Khalid - No I.D. - SZA Bốn: - Alessia Cara - Serban Ghenea - John Hanes - Justin Hurwitz - Morten Lindberg | Ba: - Justin Bieber - Christopher Brody Brown - Tom Coyne - James Fauntleroy - Luis Fonsi - Ludwig Goransson - Dave Kutch - Philip Lawrence - Ledisi - Charles Moniz - Nothing More - Chuck Owen - Chris Stapleton - The Stereotypes - Daddy Yankee |

Hai:
| - Derek "MixedByAli" Ali - Gregg Allman - Blanton Alspaugh - Jack Antonoff - The Baylor Project - John Beasley - 6lack - Bonobo - Mike Bozzi - Jesse Brayman - Tim Breen - Daniel Caesar - Warryn Campbell - Cardi B - Billy Childs - Anat Cohen - Leonard Cohen - Coldplay - Michael Corcoran - JT Daly - Jimmy Douglass | - Foo Fighters - Lady Gaga - Michael Graves - Bernie Grundman - James Hetfield - Fritz Hilpert - Asheton Hogan - James Hunt - Imagine Dragons - Gorillaz - Fred Hersch - Sam Hunt - Jason Isbell and the 400 Unit - Gimel "Young Guru" Keaton - Kesha - K.Flay - Martin Kistner - Alison Krauss - Greg Kurstin - Lady Antebellum - Ladysmith Black Mambazo | - Miranda Lambert - LCD Soundsystem - Le'Andria - Lil Uzi Vert - Little Big Town - Logic - Riley Mackin - Raul Malo - Mura Masa - Mastodon - Shane McAnally - Vince Mendoza - MercyMe - Andreas K. Meyer - Julia Michaels - Midland - Migos - Mike Will Made It - Lin-Manuel Miranda - Father John Misty - Odesza | - Josh Osborne - Pasek and Paul - Sam Pollard - Chris Potter - Rapsody - Ruben Rivera - Robert Russ - Jay David Saks - Matt Schaeffer - Shampoo Press & Curl - Ed Sheeran - Ken Shipley - Nate Smith - Taylor Swift - Andrew Taggart - Anthony Tiffith - Lars Ulrich - Tauren Wells - Pharrell Williams - CeCe Winans - Hans Zimmer |